# Hund am Strand
Hund am Strand (literalment Gos a la platja) era una banda de rock alternatiu de Berlín formada en 2004 i dissolta en 2007. La seua música és en alemany. Fabian Schwinger (Gitarra) i Tina Mamczur (Baix) es van conèixer a la Universitat. El bateria Martin Thomas (Marv) va completar més tard el grup.
El seu primer àlbum Adieu Sweet Bahnhof va eixir a la venda el 30 de setembre del 2005. El primer single del Cd va ser "Jungen Mädchen" (Nois Noies) i després van traure "Neues Lied" (Nova cançó). Després de l'eixida a la venda del seu 1r disc van fer una gira per Alemanya i Àustria. L'estiu del 2006 van traure a la venda un EP en directe Werkstatt Live.

## Membres
- Fabian Schwinger: guitarra i cantant
- Martin "Marv" Thomas: bateria
- Tina Mamczur: baix

## Discografia

### Àlbums
- Adieu Sweet Bahnhof (2005)

### Singles
- Jungen Mädchen (2005)
- Neues Lied (2006, només per internet)